# Energetik Mingeczaur
Energetik Mingeczaur (azer. Energetik Futbol Klubu) – azerski klub piłkarski, z siedzibą w Mingeczaurze. 

## Historia
Chronologia nazw:
- 1966–1979: Tekstilşçik Mingeczaur (ros. «Текстильщик» Мингечаур)
- 1980–1989: Avtomobilist Mingeczaur (ros. «Автомобилист» Мингечаур)
- 1990–1993: Kür Mingeczaur (ros. «Кюр» Мингечаур)
- 1993–2003: Kür-Nur Mingeczaur
- 2004–...: Energetik Mingeczaur

Piłkarska drużyna Tekstilşçik została założona w mieście Mingeczaur w 1966 i debiutowała w Klasie B, strefie 3 Mistrzostw ZSRR.
W 1970 po kolejnej reorganizacji systemu lig ZSRR klub ponownie spadł do Drugiej Grupy, strefy 2, w której zajął 15. miejsce i pożegnał się z rozgrywkami na szczeblu profesjonalnym. Dopiero w 1980 pod nazwą Avtomobilist Mingeczaur ponownie startował w Drugiej Lidze, strefie 9, w której występował do 1987. W dwóch ostatnich radzieckich sezonach 1990-1991 jako Kür Mingeczaur występował Wtoroj Niższej Lidze.
W latach 1966–1969 startował w rozgrywkach Pucharu ZSRR.
W 1992 debiutował w Wyższej Lidze Azerbejdżanu, w której występował do 1998. W 1993 zmienił nazwę na Kür-Nur Mingeczaur. W sezonie 2003/04 klub przyjął nazwę Energetik Mingeczaur i kontynuował występy w Birinci Divizionu.

## Sukcesy
- Mistrzostwa Azerbejdżanu:

5. miejsce: 1993/94, 1994/95
- Puchar Azerbejdżanu:

finalista: 1992, 1994/95